# Jan van Essen
Jan van Essen, né entre 1640 et 1645 à Anvers et mort en 1684 à Naples, est un peintre baroque flamand connu pour quelques paysages marins.  Après une formation à Anvers, il travaille en Italie, notamment à Rome et à Naples.

## Biographie
Élève de Sebastiaen de Bruyn à Anvers en 1659, Jan van Essen passe avec le peintre Pieter Hofman quelques jours en Turquie entre 1665 et 1669 . Il se rend ensuite à Rome en Italie.  Il pourrait être identique à Giovanni Vanes, un peintre flamand mentionné comme étant à Rome en septembre 1669. Il y rejoint les Bentvueghels et est signalé à Rome sous son surnom (bentnaam) Santruyter ou Zandruiter (Cavalier des sables),. Il est présent à une dispute à Rome le 30 septembre 1669 ou vers 1670.  Il participé à un dîner d'adieu organisé par les Bentvueghels pour le graveur flamand Albertus Clouwet.
Resté en Italie, il meurt en 1684 lors d'un séjour à Naples.

## Œuvre
Jan van Essen est connu pour ses vues topographiques et tableaux de paysages.  On connaît de lui plusieurs vues du port de Naples, l'une montrant la revue de la flotte commandée par Michiel de Ruyter.